# Johann Meyer (Ratsherr)

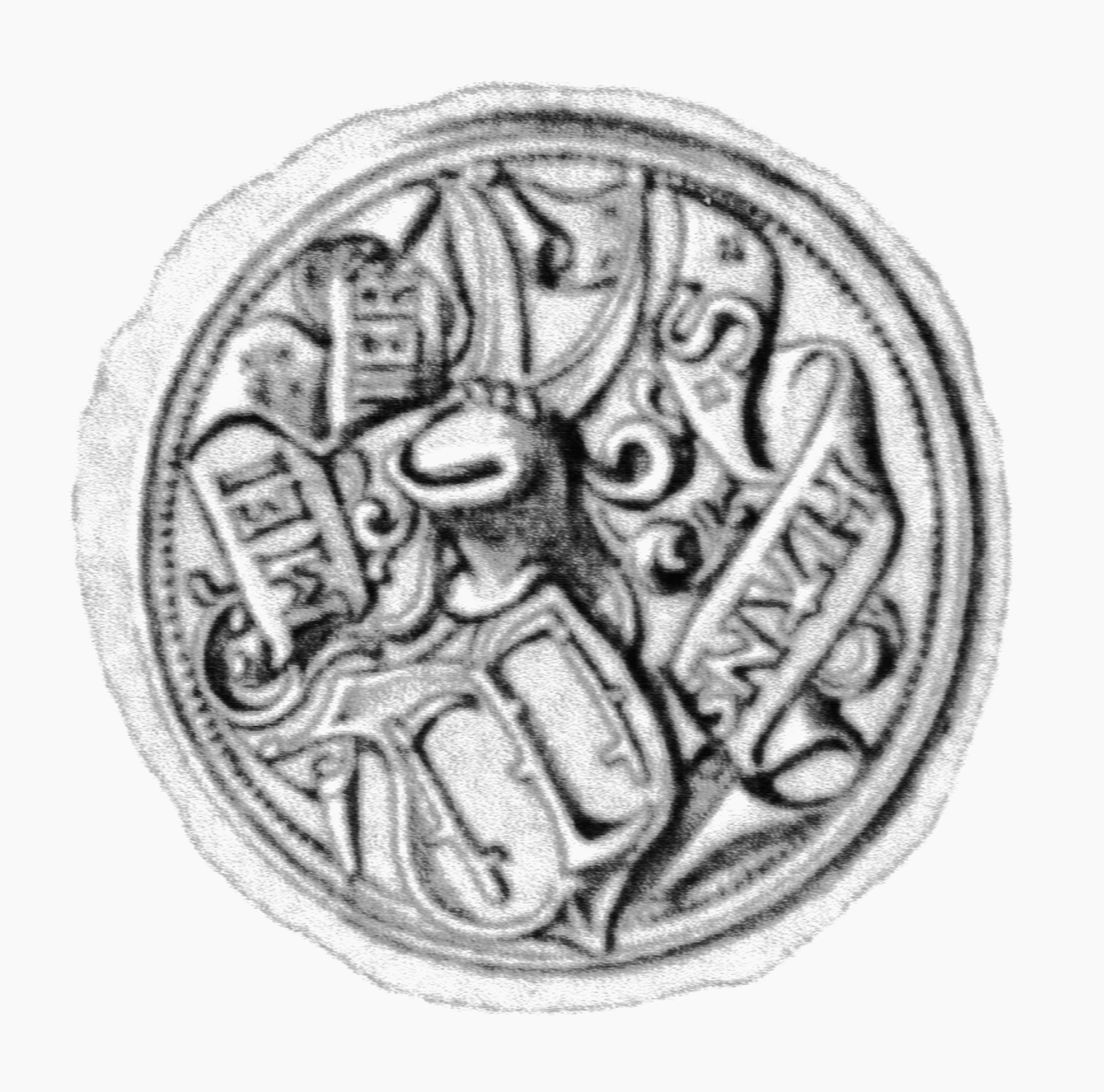
Siegel des Johann Meyer (um 1516)

Johann Meyer (* in Lübeck; † 11. Januar 1518 ebenda) war ein deutscher Kaufmann und Ratsherr der Hansestadt Lübeck.

## Leben
Johann Meyer war Sohn des Lübecker Bürgers Otto Meyer († 1463). 1501 wurde er in den Lübecker Rat erwählt. Als Gesandter vertrat er die Stadt 1503 bei König Johann I. von Dänemark zu Verhandlungen mit den niederländischen Städten, mit denen er 1514 nochmals in Bremen verhandelte. 1516 war Johann Meyer gemeinsam mit dem Lübecker Bürgermeister Hermann Meyer bei König Christian II. von Dänemark und 1517 mit dem Bürgermeister Thomas von Wickede bei Herzog Friedrich von Holstein, dem späteren König Friedrich I. von Dänemark, in Plön. Er war in den Jahren 1515 bis 1518 Kämmereiherr Lübecks.
Johann Meyer war zweimal verheiratet, in seiner zweiten Ehe mit Anna Buxtehude. Er bewohnte das Haus in der Mengstraße 38.